# Gorgonerne
Gorgonerne var tre hæslige kvindevæsener i den græske mytologi, hvoraf Medusa er den mest kendte. De to andre hedder Stheno og Euryale. De er begge udødelige. 
De tre gorgoner skulle være søstre. Engang skulle gorgonerne have været smukke kvinder, men i hovmod sammenlignede de deres skønhed med selveste Athenes, og som straf forvandlede Athene deres hår til levende slanger, så enhver der skuede deres åsyn forvandledes til sten.
Af de tre søstre var kun den yngste, Medusa, dødelig. Dette er grunden til, at Perseus påtager sig opgaven at dræbe hende for at bevise sin uskyld i en forbrydelse.
Gorgoner er udstyret med vinger og drabelige kløer.